# Буденков, Николай Алексеевич
Никола́й Алексе́евич Буденко́в (14 мая 1921, Марково, Марковская волость, Волоколамский уезд, Московская губерния, РСФСР) ― советский учёный-геодезист, преподаватель высшей школы. Доктор технических наук, профессор. Почётный работник высшего профессионального образования Российской Федерации. Заслуженный деятель науки Республики Марий Эл (1997). Почётный гражданин Йошкар-Олы (2025). Участник Великой Отечественной войны.

## Биография
Родился 14 мая 1921 года в дер. Марково ныне Лотошинского района Московской области в крестьянской семье. В 1929 году окончил Корнеевскую начальную школу, в 1940 году — Озёрскую среднюю школу в родном районе.
В 1940 году призван в РККА, служил младшим командиром на Дальнем Востоке. По окончании службы с началом войны не успел вернуться домой, сразу был призван на фронт. Участник Великой Отечественной войны: военный топограф, командир топографического отделения 179 гаубичной артиллерийской бригады, писарь-чертёжник, старший сержант. Участвовал в Берлинской операции в составе войск 1-го Украинского фронта. Демобилизовался в ноябре 1945 года в звании капитана. Награждён орденом Отечественной войны II степени и медалями, в том числе медалью «За боевые заслуги».
С декабря 1945 года был техником-геодезистом в Московском отделении Гидроэнергопроекта, старшим топографом, старшим инженером – в Союзной геолого-поисковой конторе Министерства нефтяной промышленности СССР. В 1951 году окончил Московский институт геодезии, аэрофотосъёмки и картографии. Начал работать начальником специализированной изыскательской партии на Волго-Донском судоходном канале, в 1960—1977 годах был преподавателем, доцентом, затем — заведующим кафедрой, профессором Сталинградского института инженеров городского хозяйства.
В 1980 году вместе с семьёй переехал в Йошкар-Олу и начал преподавать в Марийском политехническом институте (ныне Поволжский государственный технологический университет): заведующий кафедрой, профессор кафедры инженерной геодезии, профессор кафедры природообустройства.
В настоящее время находится на заслуженном отдыхе, проживает в Йошкар-Оле.

## Научная деятельность
В 1958 году поступил в аспирантуру Московского института инженеров геодезии, аэрофотосъемки и картографии (МИИГАиК) к профессору А. С. Чеботареву и завершил обучение защитой кандидатской диссертации «Рационализация геодезических работ при производстве русловых съёмок» (май 1963 г.). По материалам исследований на Волго-Доне ученым написана докторская диссертация «Разработка методики исследования точности крупномасштабных съёмок подводного рельефа рек и водохранилищ», автореферат которой был опубликован в 1984 г., защита состоялась в июне 1989 г. с присвоением звания доктора технических наук.
В 1960 г. по всесоюзному конкурсу был избран доцентом кафедры геодезии Сталинградского института инженеров городского хозяйства, где на протяжении 17 лет исполнял обязанности заведующего кафедрой, а затем профессора. В это время его научные статьи публиковались на страницах журнала «Речной транспорт», информационно-ведомственных изданий Министерства речного флота РСФСР («Производственно-технический сборник»), Волго-Донского судоходного канала и др.
В 1980 году начал работать в Марийском политехническом институте заведующим кафедрой, профессором кафедры инженерной геодезии, с 1999 года — профессором кафедры природообустройства факультета природообустройства и водных ресурсов.
Является автором более 100 научных работ и учебно-методических публикаций. Также известен как научный редактор и рецензент.
3а заслуги в научной и общественной деятельности в 1997 году присвоено почётное звание «Заслуженный деятель науки Республики Марий Эл».
В июне 2021 года в Волгатехе открылся Центр геодезии и картографии имени профессора, доктора технических наук Николая Алексеевича Буденкова.

## Основные научные работы
Далее представлен список основных научных трудов Н. А. Буденкова:
- Таблицы для определения точек створа. – [Б. м. и.], 1958. – 124 с. – Совместно с Н. Ф. Осьмаковым.
- Осадка сооружений на макропористых грунтах // Гидротехника и мелиорация. – 1960. – № 8. – С. 31-37. – Совместно с А. Г. Ильиным.
- Комплексные наблюдения за деформациями судоходного шлюза // Известия вузов. Геодезия и аэрофотосъемка. – 1961. – Вып. 5. – С. 47-53. – Совместно с А. Г. Ильиным
- Лоцманская карта р. Дон от Цимлянского порта до г. Ростова-на-Дону. – Волгоград, 1961. – 75 с. – Совместно с Н. В. Черепановым, В. И. Шеламовым и др. 10. Новый способ засечек промерных точек // Речной транспорт. – 1961. – № 6. – 37-39.
- Лоцманская карта Волго-Донского судоходного канала им. В. И. Ленина. – Волгоград, 1962. – 25 с. – Совместно с Н. В. Череповым, И. Ю. Соколом.
- Рационализация геодезических работ при производстве русловых съѐмок: дис. ... канд. техн. наук / Буденков Николай Алексеевич. – М., 1963.
- К вопросу об устойчивости глубинных реперов: [наблюдение за осадками фундаментов] // Геодезия и картография. – 1967. – № 3. – С. 27-29. – Совместно с А. Ф. Стороженко.
- Барометрическое нивелирование: метод. пособие / Волгогр. ин-т инж. гор. хоз-ва. – Волгоград, 1971. – 11 с.
- О поверке теодолита и разбивке линии заданного уклона // Промышленное строительство. – 1974. – № 6.
- Исследование шероховатости подводного рельефа и её влияние на точность плана // Вопросы геодезии, фотограмметрии и картографии / Всесоюз. астрон.-геодез. о-во. – М., 1977. – С. 21-23.
- Геодезические работы при речных и озёрных изысканиях. – М.: Недра, 1979. – 160 с. – Совместно с В. Н. Ганьшиным.
- Инженерно-геодезические задачи, решаемые на строительной площадке / Волгогр. инж.-строит. ин-т. – Волгоград, 1979. – 16 с. – Совместно с А. В. Клименко.
- Вычислительные работы при производстве топографической съѐмки: метод. указания / Волгогр. инж.-строит. ин-т. – Волгоград, 1980. – 14 с.
- Измерение вертикальных смещений сооружений и анализ устойчивости реперов. – М.: Недра, 1981. – 213 с. – Совместно с В. Н. Ганьшиным, А. Ф. Стороженко, А. Г. Ильиным, В. И. Цюнько.
- Вычислительные работы при производстве топографической съемки: метод. указания к выполнению учеб. задания по инж. геодезии для студентов спец. 0901. – Йошкар-Ола :МарПИ, 1983. – 16 с.
- Разработка методики исследования точности крупномасштабных съѐмок подводного рельефа рек и водохранилищ: дис.... д-ра техн. наук: 05.24.01: утв. 20.01.89 / Буденков Николай Алексеевич. – Йошкар-Ола: МарПИ, 1984. – 220 c.
- Геодезические работы при изысканиях для проектирования объектов водного транспорта : метод. указания для студентов лесоинж. фак. спец. 0901 при прохождении полевой практики. – Йошкар-Ола: МарПИ, 1985. – 27 с. 67.
- Разработка методики исследования точности крупномасштабных съѐмок подводного рельефа рек и водохранилищ: автореф. дис. … д-ра техн. наук: 06.24.01 / Моск. ин-т инж. геодезии, аэрофотосъемки и картографии; Буденков Николай Алексеевич. – М., 1986. – 40 с.: граф. – Библиогр.: с. 34-35 (12 назв.).
- Исследование точности и разработка методики совершенствования производства крупномасштабных съѐмок объектов 40 водного транспорта: отчет о НИР (заключит.) / МарПИ ; рук. Н. А. Буденков; отв. исполн. А. С. Петровичев, В. Н. Соустин. – Йошкар-Ола, 1986. – 53 с. – № ГР 01850060368. – Инв. № 945. – Совместно с Л. Г. Виноградовой, С. В. Софроновым, Г. К.Чегаевой и др.
- Исследование точности съемки подводного рельефа: отчет о НИР (промежуточ.) / МарПИ ; рук. Н. А. Буденков; отв. исполн. Т. Н. Алтухова. – Йошкар-Ола, 1986. – 18 с. – Инв. № 961. – Совместно с Г. К. Чегаевой, Т. С. Анкудиновой, Т. А. Симоненко.
- Геодезические методы измерения вертикальных смещений сооружений и анализ устойчивости реперов. – 2-е изд., перераб. и доп. – М.: Недра, 1991. – 188 с. – Совместно с В. Н. Ганьшиным, А. Ф. Стороженко, А. Г. Ильиным, В. И. Цюнько. 81. Кран-смеситель для ванн // Водоснабжение и канализация. – 1991. – № 9.
- Курс инженерной геодезии: учеб. пособие для студентов вузов спец. «Лесоинженерное дело». – Йошкар-Ола: МарГТУ, 1995. – 294 с.
- О необходимой точности высотного обоснования для строительства лесовозных дорог // Вестник Московского государственного университета леса – Лесной вестник. – 2001. – № 5. – С. 122-123. – Совместно с П. А. Нехорошковым, Ю. А. Ширниным.
- Курс инженерной геодезии: учебник для вузов спец. 656300 «Технология лесозагот. и деревообраб. пр-в», спец. 260100 «Лесоинж. дело». – М.: Изд-во МГУЛ, 2004. – 340 с. – Совместно с П. А. Нехорошковым.
- Инженерная геодезия: учеб. пособие для студентов вузов направления 280400 «Природообустройство». – Йошкар-Ола : МарГТУ, 2007. – 171 с. – Совместно с О. Г. Щековой.
- Исследование устойчивости реперов. – Йошкар-Ола: МарГТУ, 2008. – 152 с. – Совместно с П. А. Нехорошковым.
- Геодезия с основами землеустройства: учеб. пособие. – Йошкар-Ола: МарГТУ, 2009. – 183 с. – Совместно с Т. А. Кошкиной, О. Г. Щековой.
- Геодезическое обеспечение строительства: учеб. пособие. – Йошкар-Ола: МарГТУ, 2011. – 187 с. – Совместно с А. Я. Березиным, О. Г. Щековой.

## Литературная деятельность
Является членом литературно-художественного объединения Республики Марий Эл «Патриот».
Его стихи публикуются в газетах «Инженер» и «Марийская правда». Издано несколько поэтических сборников: «Чернобыля чёрная боль» (2006), «Ах, как годы летят!» (2005), «Верность братских уз» (2007), «Истоки родового гнезда» (2008), «Жизнь моя от А до Я» (2009), «Годы жизни листая» (2011).

## Награды и звания
- Орден Отечественной войны II степени (06.04.1985)[1][5]
- Медаль «За боевые заслуги» (27.04.1945)[2][3][5]
- Медаль «За взятие Берлина» (1945)[2][3][5]
- Медаль «За победу над Германией в Великой Отечественной войне 1941—1945 гг.» (09.05.1945)[2][3][5]
- Почётный работник высшего профессионального образования Российской Федерации
- Почётный гражданин Йошкар-Олы (2025)[8]
- Заслуженный деятель науки Республики Марий Эл (1997)[1][2][3][5]
- Нагрудный знак «Почётный строитель Республики Марий Эл» (2021)[6]
- Памятная медаль «100-летие образования Марий Эл» (2021)[6]
- Почётная грамота Государственного Собрания Республики Марий Эл (2021)[6]